# We Daret El Ayam
We Daret El Ayam (en arabe égyptien : ودارت الأيام, Les jours ont passé) est une chanson écrite par Mamoun El Chenawi et composée par Mohammed Abdel Wahab, interprétée par Oum Kalthoum en 1970.

## Histoire
Cette chanson est la quatrième que Mamoun El Chenawi a écrite pour Oum Kalthoum. Les trois précédentes étaient composées par Baligh Hamdi, mais pour cette chanson, le poète s'est adressé à Mohammed Abdel Wahab, qui travaille avec l'interprète depuis Inta Omri en 1964. 
Le compositeur organise la musique en trois parties, la deuxième partie intégrant une chanson libyenne qu'il a entendue lors d'un de ses voyages. Il emploie dans l'orchestration la guitare et l'accordéon en plus des instruments traditionnels. 
Il s'agit d'une chanson d'amour, devenue très populaire. Sortie en mars 1970, elle a été associée à la mémoire de la mort de Gamal Abdel Nasser en septembre 1970.